# Ballstraße 20 (Quedlinburg)

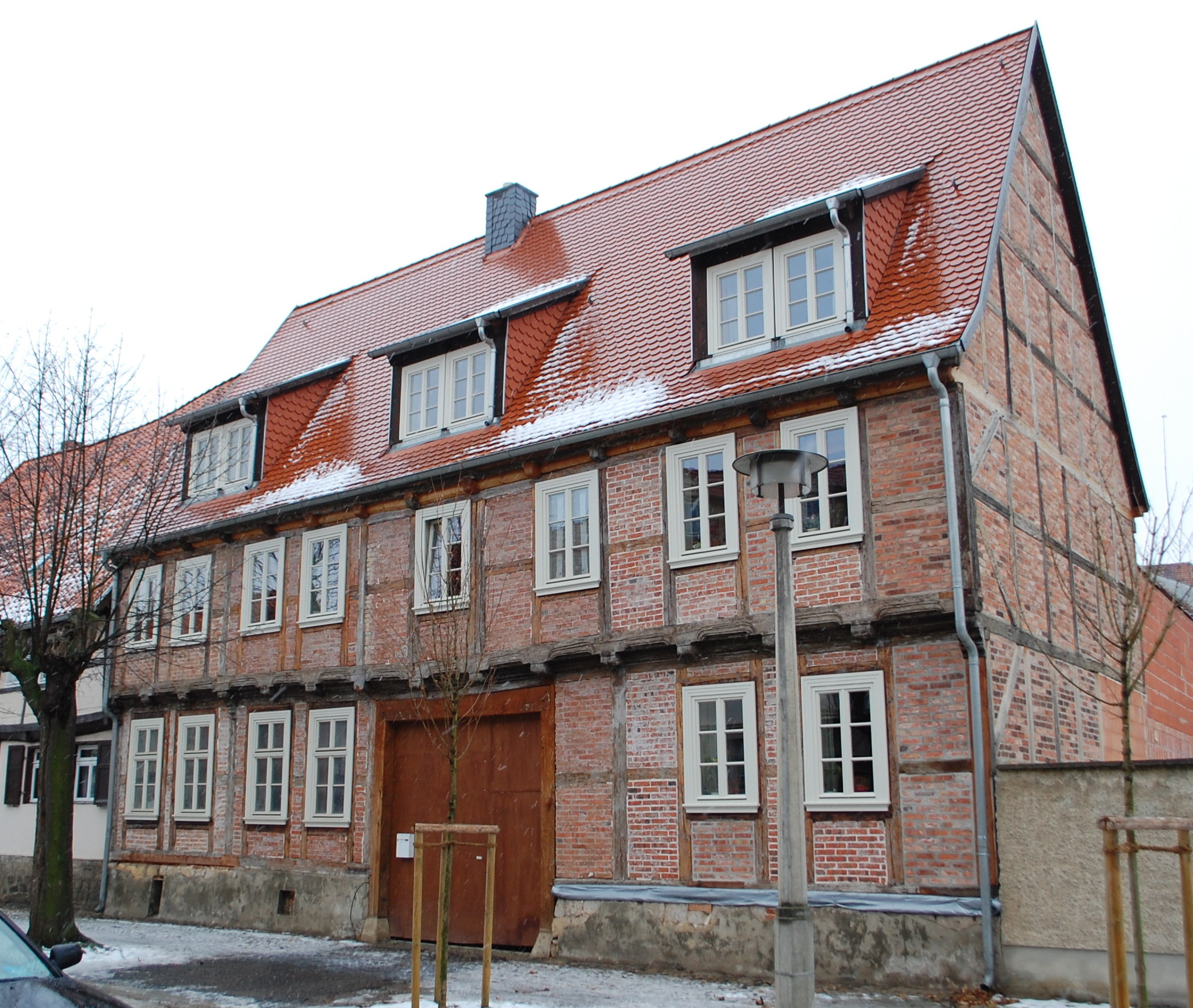
Ballstraße 20

Das Haus Ballstraße 20 ist ein denkmalgeschütztes Gebäude in der Stadt Quedlinburg in Sachsen-Anhalt.

## Lage
Es befindet sich im östlichen Teil der historischen Quedlinburger Neustadt und gehört zum UNESCO-Weltkulturerbe.

## Architektur und Geschichte
Das große Fachwerkhaus entstand nach der Inschrift an der Stockschwelle M P D durch den Quedlinburger Zimmermeister Peter Dünnehaupt im Jahr 1669. Im Quedlinburger Denkmalverzeichnis ist das Gebäude als Ackerbürgerhaus eingetragen. Die Fachwerkfassade ist mit Walzenbalkenköpfen, profilierten Füllhölzern und flachen Schiffskehlen verziert. Das Tor des Hauses sowie Fenster und Fensterläden entstanden im Zuge einer Erneuerung in klassizistischem Stil.
Im 18./19. Jahrhundert wurde auf der nördlichen Hofseite gleichfalls in Fachwerkbauweise ein Gebäudeflügel angefügt.